# 박승만
박승만(1929년 12월 1일 ~ 2014년 5월 22일)은 대한민국의 정치인이다. 제41·42대 진도군수를 역임했다.

## 역대 선거 결과
|  | 52.48% |

|  | 53.10% |

|  | 39.62% |